# 金鹰卡通卫视
金鹰卡通卫视，备案名称为湖南广播电视台金鹰卡通频道，是中南出版传媒集团旗下的一个全天候动画电视频道、少儿频道（4-14歲目標觀眾），也是中國大陸第一个获准通过人造卫星传送的动画電視頻道，开播于2004年。
2015年7月1日，該頻道的高清版本开播，而标清版本則於同日以16:9的影像尺寸开始播出。
2019年10月26日，金鹰卡通卫视高清信号正式上星。目前大部分省市IPTV和有线电视均可收看高清频道。

## 外部連結
| 官方网站群 - （简体中文） 金鹰卡通官方网站 （页面存档备份，存于） - （简体中文） 麦咭麦咭网 （页面存档备份，存于） - （简体中文） 麦咭萌 （页面存档备份，存于） - （简体中文） 麦咭TV （页面存档备份，存于） | 官方SNS - （简体中文） 金鹰卡通官方的新浪微博 - （简体中文） YouTube上的中国金鹰卡通卫视官方頻道 |